# Hermann Findeis
Hermann Findeis (* 27. Juni 1950 in Hardegg) ist ein österreichischer Polizeibeamter und Politiker (SPÖ). Findeis war von 2003 bis 2013 Abgeordneter zum Landtag von Niederösterreich. Er lebt in Laa an der Thaya, ist verheiratet und Vater von zwei Töchtern und einem Sohn. 

## Leben
Findeis besuchte nach der Volksschule die Hauptschule und absolvierte von 1964 bis 1967 eine kaufmännische Lehre. 1967 legte er die Kaufmannsgehilfenprüfung für das Einzel- und das Großhandelsgewerbe ab. Findeis war von 1967 bis 1970 als kaufmännischer Angestellter tätig und danach zwischen 1970 und 1979 als Geschäftsführer einer Elektro- und Heizungsfirma beschäftigt. 1979 wechselte er als Beamter zur Zollwache, seit 1996 ist er Polizeibeamter. 
Findeis wurde 1990 in den Gemeinderat von Laa an der Thaya gewählt und stieg 1993 zum Zweiten Vizebürgermeister und Stadtrat, 2010 zum Ersten Vizebürgermeister und Stadtrat auf. Seit 1995 hat er zudem das Amt des SPÖ-Ortsparteiobmanns inne. Des Weiteren ist Findeis im Präsidium des NÖ Zivilschutzverbandes als Vizepräsident, in der Fraktion Sozialdemokratischer Gewerkschafter als Bezirksobmann, der Polizei und seit 1999 als Bezirksobmann des Gemeindevertreterverbandes der SPÖ tätig. Findeis trat bei der Landtagswahl in Niederösterreich 2013 nicht mehr an und schied per 24. April 2013 aus dem Landtag aus.

## Auszeichnungen
- 2014: Großes Silbernes Ehrenzeichen für Verdienste um die Republik Österreich[2]
- 2016: Ehrenring der Stadt Laa an der Thaya